# Premio Robert
Il premio Robert è un riconoscimento cinematografico assegnato annualmente dal 1984 dall'Accademia del cinema danese (Danmarks Film Akademi) ai migliori film e alle principali figure professionali del cinema danese.
Il premio deve il suo nome a quello dell'architetto e ingegnere Robert Jacobsen, creatore del trofeo consegnato ai vincitori.

## Categoria
I premi sono assegnati nelle seguenti categorie:
- Miglior film (Årets danske spillefilm)
- Miglior film straniero (Årets udenlandske spillefilm)
- Miglior film per ragazzi (Årets børne-og ungdomsfilm) (dal 2002)
- Miglior regista (Årets instruktør) (dal 2001)
- Miglior attore protagonista (Årets mandlige hovedrolle)
- Miglior attrice protagonista (Årets kvindelige hovedrolle)
- Miglior attore non protagonista (Årets mandlige birolle)
- Miglior attrice non protagonista (Årets kvindelige birolle)
- Miglior sceneggiatura (Årets originalmanuskript)
- Miglior fotografia (Årets fotograf)
- Miglior montaggio (Årets klipper)
- Miglior scenografia (Årets scenograf)
- Migliori costumi (Årets kostumier)
- Miglior musica (Årets musik)
- Miglior canzone (Årets sang)
- Miglior sonoro (Årets lyd)
- Miglior trucco (Årets sminkør)
- Migliori effetti speciali (Årets Special Effects)
- Miglior film statunitense (Årets amerikanske film) (dal 1999)
- Miglior film straniero non statunitense (Årets ikke-amerikanske film) (dal 1999)
- Miglior documentario (Årets lange dokumentarfilm)
- Miglior cortometraggio di finzione o d'animazione (Årets korte fiktions- eller animationsfilm)
- Miglior cortometraggio documentario (Årets korte dokumentarfilm)
- Premio Robert onorario (Æres-Robert)

### Premi non più assegnati
- Miglior film straniero (Årets udenlandske spillefilm) (1984-1998)

## Edizioni
1984 - 1985 - 1986 - 1987 - 1988 - 1989 - 1990 - 1991 - 1992 - 1993 - 1994 - 1995 - 1996 - 1997 - 1998 - 1999 - 2000 - 2001 - 2002 - 2003 - 2004 - 2005 - 2006 - 2007 - 2008 - 2009 - 2010 - 2011 - 2012 - 2013